# Германци в Грузия
Германците са малък по численост народ в Грузия. Според преброяването на населението през 2002 година, те са 651 души, или 0.014 % от населението на страната.

## Численост и дял
Численост и дял на германците според преброяванията на населението в Грузия през годините:
| Година | Дял (в %) | Численост |
| ------ | --------- | --------- |
| 1926   | 0.452     | 12 074    |
| 1939   | 0.579     | 20 527    |
| 1959   | 0.055     | 2259      |
| 1970   | 0.049     | 2317      |
| 1979   | 0.041     | 2093      |
| 1989   | 0.028     | 1546      |
| 20021  | 0.029     | 651       |

1 Без Абхазия и Южна Осетия.